# SSV Ulm 1846
SSV Ulm 1846 Fussball (Schwimm- und Sportverein Ulm 1846 Fussball e.V.) – niemiecki klub piłkarski z siedzibą w Ulm. Spadkobierca tradycji piłkarskich wielosekcyjnego SSV Ulm 1846, z którego w 9 marca 2009 wydzielono sekcję piłki nożnej mężczyzn tworząc SSV Ulm 1846 Fußball.

## Historia
Sekcja piłkarska jest częścią klubu sportowego SSV Ulm 1846, posiadającego obecnie 25 sekcji sportowych, zaś pierwotnie założonego w 1846 roku jako Turnerbund 1846 Ulm. W ramach programu finansowego przeprowadzonego w wysoce zadłużonym związku, 20 stycznia 2009 sekcja piłkarska została wydzielona z klubu. Od tego czasu klub piłkarski działa samodzielnie jako SSV Ulm 1846 Fußball.

## Skandal bukmacherski 2009
W 2013 roku postawiono zarzuty ustawiania meczów końcowej fazy rozgrywek Regionalligi w sezonie 2008/2009. W związku z aferą związaną z zakładami bukmacherskimi 27 listopada 2009 klub zwolnił chorwackich piłkarzy: Davora Kraljevica, Marijo Marinovica i Dinko Radojevica.

## Sukcesy
- Mistrzostwo Niemiec Amatorów: 1996
- Mistrzostwo Regionalligi-Południe 1998
- Mistrzostwo Oberligi-Badenia-Wirtembergia: 1979, 1982, 1983, 1986, 1993, 1994
- 1 sezon w 1. Bundeslidze: 1999/2000

## Piłkarze
- Toni Turek 1941-1943
- Wolfgang Fahrian – 1960–1964
- Dieter Hoeneß – wychowanek klubu, grał w latach 1967–1973
- Uli Hoeneß – wychowanek klubu, grał w latach 1967–1970
- Sascha Rösler – w drużynie juniorskiej 1992–1995, w seniorskiej 1995–2001
- Dragan Trkulja 1992–2002
- Janusz Góra – zawodnik w latach 1997–2001 i 2003–2007, szkoleniowiec, II trener i trener rezerw od 2003
- Mario Gómez – w drużynie juniorskiej 1999–2001